# 霍爾平
50°0′20″N 24°22′9″E / 50.00556°N 24.36917°E
霍爾平（烏克蘭語：Горпин），是烏克蘭西部利維夫州利維夫區若夫坦齊市鎮的村落，距離利維夫約35公里，始建於1528年，面積1.3平方公里，海拔高度227米，2001年人口584，人口密度每平方公里449.23人。